# Sénéchas
Sénéchas – miejscowość i gmina we Francji, w regionie Oksytania, w departamencie Gard.
Według danych na rok 1990 gminę zamieszkiwało 178 osób, a gęstość zaludnienia wynosiła 12 osób/km² (wśród 1545 gmin Langwedocji-Roussillon Sénéchas plasuje się na 730. miejscu pod względem liczby ludności, natomiast pod względem powierzchni na miejscu 538.).